# Рязанський тролейбус
Рязанський тролейбус (рос. Рязанский троллейбус) — діюча (від 12 листопада 1949 року) в обласному центрі місті Рязані тролейбусна система Росії.
Експлуатацію тролейбусної мережі здійснює МУП «Трамвайно-тролейбусне управління», розташоване за адресою: 390013, РФ, м. Рязань, вул. Дзержинського, 19-а. У віданні організації 3 депо:
- № 1 — відкрито в 1958 році. Обслуговує маршрути №№ 5, 6, 8, 12. Номери машин: 1xxx.
- № 2 — відкрито в 1969 році. Обслуговує маршрути №№ 1, 4, 9, 10, 16,17. Номери машин: 2xxx.
- № 3 — відкрито в 1990-х роках. Обслуговує маршрути №№ 2, 3, 13, 15. Номери машин: 3xxx.

## Маршрути
Станом на 18 січня 2010 року в Рязані експлуатуються 14 тролейбусних маршрутів:
| Номер маршруту | Шлях слідування                                             | Примітки                            |
| -------------- | ----------------------------------------------------------- | ----------------------------------- |
| № 1            | «Соборная площадь — Забайкальская улица»                    |                                     |
| № 2            | «Октябрьский Городок — Троллейбусное депо № 3»              |                                     |
| № 3            | «Горбольница № 11 — ЦПКиО»                                  |                                     |
| № 4            | «Комбайновый завод — улица Крупской»                        |                                     |
| № 5            | «Улица Строителей — Театральная площадь — улица Строителей» | кільцевий маршрут                   |
| № 6            | «Завод „Рязцветмет“ — Памятник Полетаеву»                   |                                     |
| № 7            | «Завод Рязцветмет - Лесопарк»                               | скасований                          |
| № 8            | «Площадь Попова — Комбайновый завод»                        |                                     |
| № 9            | «Комбайновый завод — ЦПКиО»                                 |                                     |
| № 10           | «Улица Крупской — Площадь Свободы»                          |                                     |
| № 11           | «Памятник Полетаеву - улица Крупской»                       | скасований                          |
| № 12           | «Завод „Рязцветмет“ — Памятник Полетаеву»                   |                                     |
| № 13           | «Завод „Рязцветмет“ — Шереметьево»                          |                                     |
| № 14           | «Горбольница №11 - Площадь Ленина»                          | скасований                          |
| № 15           | «Шереметьево — Памятник Полетаеву»                          | працює по буднях і в часи пік       |
| № 16           | «Комбайновый завод — Площадь Мичурина»                      |                                     |
| № 17           | «Улица Крупской — Театральная площадь»                      |                                     |
| № 18           | «Телезавод — площадь Победы»                                | скасований                          |
| без номера     | «Площадь Свободы — Лесопарк»                                | працює лише влітку за гарної погоди |

## Рухомий склад
У Рязані експлуатуються тролейбуси таких моделей:
- ЗіУ-682Г[Г00] (133 шт.);
- ЗіУ-683Б[Б00] (5 шт., № 3001-3005);
- ВМЗ-170 (2 шт., № 1079, 1080);
- ЗіУ-620501 (1 шт. № 3071);
- ВЗТМ-5284 (15 шт., № 1083—1087, 2106—2111, 3073-3076);
- БТЗ-5276-04 (1 шт. № 1088)
- МТРЗ-5279-0000010 (1 шт. № 3080);
- ЛіАЗ 5280 (9 шт.);
- ЗіУ-682Г-016.03 (13 шт.);
- ЗіУ-682Г-016.02 (1 шт.);
- ЗіУ-682Г-018 Г0Р (5 шт.);
- ЗіУ-682Г-012 Г0А (5 шт.);
- КТГ-2 (1 шт.).